# Trachycystis antiquorum
Trachycystis antiquorum là một loài Rêu trong họ Mniaceae. Loài này được (Cardot & Dixon) Kabiersch mô tả khoa học đầu tiên năm 1936.